# Andy Morahan
Andrew Douglas "Andy" Morahan (25 de julio de 1958 en Kensington, Londres) es un director de vídeos musicales y director de cine británico. Es hijo del director Christopher Morahan y medio hermano de la actriz Hattie Morahan. Ha dirigido vídeos musicales icónicos como "November Rain" de Guns N' Roses, "Hole in My Soul" de Aerosmith, "Shot in the Dark" de Ozzy Osbourne y "Give In to Me" de Michael Jackson. Además, dirigió en 1989  el videoconcierto "Verona" para  Simple Minds, considerado por los críticos como uno de los mejores directos  filmados en los 80. 

## Filmografía seleccionada

### Cine
- 1994 - Highlander III: The Sorcerer
- 1997 - Murder in Mind
- 2009 - Goal III: Taking on the World

### Vídeos musicales
- 1985 - Pet Shop Boys - "West End Girls"
- 1985 - Ozzy Osbourne - "Shot in the Dark"
- 1986 - Cyndi Lauper - "Change of Heart"
- 1986 - Tina Turner - "Break Every Rule"
- 1988 - A-ha - "Stay on These Roads"
- 1988 - Van Halen - "Finish What Ya Started"
- 1989 - Paul McCartney - "Figure of Eight"
- 1989 - Simple Minds - "Belfast Child"
- 1990 - Elton John - "You Gotta Love Someone"
- 1991 - Guns N' Roses - "Don't Cry"
- 1992 - Guns N' Roses - "November Rain"
- 1993 - Michael Jackson - "Give In to Me"
- 1995 - Bon Jovi - "This Ain't a Love Song"
- 1997 - Aerosmith - "Hole in My Soul"
- 2000 - AC/DC - "Safe in New York City"
- 2005 - Michael Jackson - "Live in Bucharest: The Dangerous Tour"
- 2010 - Meat Loaf - "Los Angeloser"